# Dún Chaoin
Dún Chaoin ([d̪ˠuːn̪ˠ xʷiːnʲ] o "fortalesa de Caon", anglicitzat Dunquin) és una vila d'Irlanda, a la Gaeltacht del comtat de Kerry, a la província de Munster. Està situat vora Garraunt Point i és el llogaret més occidental d'Irlanda.
Hi paisatge de penya-segats impressionat, amb una vista de les illes Blasket, on va viure Peig Sayers. Un museu al poble explica la història de les Blaskets i dels escriptors ben coneguts de l'illa, incloent Sayers, Tomás Ó Criomhthain i Muiris Ó Súilleabháin. En 1588, quan l'Armada espanyola va tornar a través d'Irlanda molts vaixells buscat refugi a l'àrea entre Dún Chaoin i les illes Blaskets, i alguns hi van naufragar. Hi ha ub monument als penya-segats.
Escenes de la pel·lícula de 1970 La filla de Ryan van ser rodades a la platja Coumineole i a Ceathrú (Caharhoo) a Dún Chaoin. El film va ajudar a reviure l'economia de la vila.
També hi ha un bar a la vila fundat pel CAMRA en 1971.

## Personatges
Dún Chaoin fou el lloc de naixement de l'autora irlandesa i seanchaí, Peig Sayers (1873 - 1958).